# Smythea novoguineensis
Smythea novoguineensis är en brakvedsväxtart som beskrevs av Rudolph Herman Scheffer. Smythea novoguineensis ingår i släktet Smythea och familjen brakvedsväxter. Inga underarter finns listade i Catalogue of Life.